# Argema ignescens
Argema ignescens är en fjärilsart som beskrevs av Moore 1877. Argema ignescens ingår i släktet Argema och familjen påfågelsspinnare. Inga underarter finns listade i Catalogue of Life.